# Félix Lévitan
Félix Lévitan (ur. 12 października 1911 w Paryżu zm. 18 lutego 2007 w Cannes) – nestor francuskiego dziennikarstwa sportowego, współzałożyciel Związku Zawodowego Dziennikarzy Sportowych Francji, oraz jego przewodniczący w latach 1957–1965. Wieloletni dyrektor słynnego kolarskiego wyścigu Tour de France.
Levitan karierę zaczynał jako stenografista sportowy, szybko awansował i od 1928 r., był redaktorem działu sportowego, a następnie szefem od 1962 r. szefem sportu dziennika "Parisien Libere". Od 1957 r. był członkiem Francuskiej Akademii Sportu. Dziennikarstwo zarzucił na rzecz pracy organizacyjnej przy najbardziej prestiżowym wyścigu kolarskim świata - Tour de France, przez dwie dekady był jego dyrektorem, a z działalności związanej w wyścigiem wycofał się dopiero w 1987 r., był również przewodniczącym Międzynarodowemu Stowarzyszeniu Organizatorów Wyścigów Kolarskich (AOICC).